# Badié
Badié est un village du département de Bagassi de la province des Balé au Burkina Faso. En 2019, le dernier recensement général comptabilisait 1 124 habitants. 